# Gonzaga
Pour les articles homonymes, voir Gonzaga (homonymie).
Gonzaga est une commune italienne de la province de Mantoue, en région Lombardie.

## Administration
| Période                                  | Période | Identité            | Étiquette | Qualité |
| ---------------------------------------- | ------- | ------------------- | --------- | ------- |
|                                          |         | Antonella Forattini |           |         |
| Les données manquantes sont à compléter. |         |                     |           |         |

### Hameaux
Palidano, Bondeno.

### Communes limitrophes
Luzzara, Moglia, Pegognaga, Reggiolo, Suzzara.